# ألبرت ويلسون (لاعب كرة قدم أمريكية)
ألبرت ويلسون (بالإنجليزية: Albert Wilson)‏ هو لاعب كرة قدم أمريكية أمريكي، ولد في 12 يوليو 1992 في بورت سانت لوسي في الولايات المتحدة.

## وصلات خارجية
- ألبرت ويلسون على موقع مرجع كرة القدم المحترفة.كوم (الإنجليزية)
- ألبرت ويلسون على موقع مرجع كرة القدم المحترفة.كوم (الإنجليزية)